# Ska vi plocka körsbär i min trädgård?
"Ska vi plocka körsbär i min trädgård?" är en sång framförd av Ann-Christine Bärnsten vid den svenska Melodifestivalen 1975 med text av Börje Carlsson och musik av Little Gerhard (artistnamn för Karl-Gerhard Lundkvist). Sången som hamnade på nionde plats i melodifestivalen har blivit ett av de bidrag som fortfarande spelas regelbundet i radio många år efter tävlingen.
Singeln är en av titlarna i boken Tusen svenska klassiker (2009).

## Textinnehåll
Sången fick uppmärksamhet eftersom den ansågs inte enbart handla om att bokstavligen plocka körsbär i en trädgård, utan alludera på sex. Sångerskan Ann-Christine Bärnsten hävdar dock att detta först senare framgick för henne.
Att sången handlar om kärlek och älskog framgår redan av det klassiska bildspråk som används. Körsbären, trädgården och plockandet representerar den kvinnliga kroppen, kärleksnästet och själva kärleksakten. I engelskspråkigt slang används ordet "cherry", körsbär, som slang för oskuld och jungfrulighet. Att sångens jag bjuder in till att plocka hennes körsbär kan med denna tolkning läsas som att hon är oskuld och vill ha sex. I den tredje strofen ovan förekommer raden "du kan bli den förste i min trädgård". Denna potentiella anspelning på flickans oskuld skulle kunna indikera att denna betydelse av ordet "cherry" också var känd av textförfattaren Börje Carlsson.
Även andra bidrag till Melodifestivalen har varit både sexuellt explicita och/eller ansetts opassande, till exempel "Sommaren som aldrig säger nej" från 1973 och "(Åh) När ni tar saken i egna händer" från 2007.

## Listframgångar och inspelningar
Melodin testades på Svensktoppen, där den låg i nio veckor under perioden 13 april-8 juni 1975, och som bäst låg femma.
The Honeypies spelade 2004 in en cover på låten. Black Jack Spelade in en cover på albumet Festival 2010. Låten tolkades även av det svenska dansbandet Drifters på albumet Stanna hos mig samma år.
Bärnsten framförde låten i pausen samband med svenska Melodifestivalen 2010.
2021 uppträdde hon med den i Mello. Den 18 Mars 2022 var det nysläpp för denna låt och B singeln Tänk Vad Livet Ändå Smakar Gott.